# 641 (szám)
A 641 (római számmal: DCXLI) egy természetes szám, prímszám.
A legkisebb nem-prím Fermat-szám, a 4 294 967 297 (232 + 1) egyik prímtényezője.

## A szám a matematikában
A tízes számrendszerbeli 641-es a kettes számrendszerben 1010000001, a nyolcas számrendszerben 1201, a tizenhatos számrendszerben 281 alakban írható fel.
A 641 páratlan szám, prímszám. Pillai-prím. Jó prím. Normálalakban a 6,41 · 102 szorzattal írható fel.
Proth-prím, azaz k · 2ⁿ + 1 alakú prímszám.
A 641 négyzete 410 881, köbe 263 374 721, négyzetgyöke 25,31798, köbgyöke 8,62222, reciproka 0,0015601. A 641 egység sugarú kör kerülete 4027,52178 egység, területe 1 290 820,731 területegység; a 641 egység sugarú gömb térfogata 1 103 221 451,5 térfogategység.
A 641 helyen az Euler-függvény helyettesítési értéke 640, a Möbius-függvényé −1.